# 第6落下傘軽歩兵旅団
第6「アルモガバルス」落下傘軽歩兵旅団（だい6アルモガバルスらっかさんけいほへいりょだん、スペイン語：Brigada de Infantería Ligera Paracaidista "Almogávares" VI、略語：BRIPAC）は、スペイン陸軍の旅団の一つ。スペイン外人部隊と共にスペイン陸軍の空中機動部隊を構成している、陸軍の最精鋭部隊。

## 歴史
スペイン陸軍における空挺部隊の創設は1953年10月17日に陸軍大臣ムニョス・グランデス将軍の命により始動する。将軍はトマス・パリャス・シエラ陸軍少佐を長に8人の訓練生で任務を開始させた。12人の下士官と149人の兵士は初の落下傘降下課程を履修する。初の空挺部隊は15世紀のアラゴン王国に仕えた著名なアルモガバルスの指揮官を記念して第1落下傘バンデラ「ロヘル・デ・フロル」と命名し編成される。
1954年2月23日に陸軍はユンカースおよびサヴォイア・マルケッティ輸送機に搭乗させT6型落下傘を使用して初降下を成功させた。1956年1月に落下傘バンデラ群を新編するため、同部隊指揮官にイグナシオ・クレスポ・デル・カスティージョ陸軍中佐が指名され、そして編成作業が始まり第2落下傘バンデラ「ロヘル・デ・ラウリア」が編成される。
1965年2月に落下傘バンデラ群は陸軍落下傘旅団に改編される。旅団化によって3個バンデラを基幹とする編制に全兵科部隊が含まれ独立行動が可能な様になる。旅団隷下の落下傘バンデラ群に並列して、ピオ・マルティネス・ロレンソ陸軍中佐を長に砲兵群が1966年3月25日に編成される。砲兵群は主要装備としてオート・メララ105mm/14榴弾砲を受領する。支援群の編成完結により落下傘旅団は訓練と実運用を可能とした。1992年4月には旅団第1防空砲兵隊がミストラル地対空ミサイル・システム12基を受領し対空能力が飛躍的に向上する。最終的に砲兵群はイギリス製のL-118/L-119軽量砲を受領し近代化を遂げた。落下傘砲兵群はイラク内のクルディスタンでのA/K作戦やコソボでの作戦に参加している。
1968年2月14日に国家部隊章を授与される。同年5月2日の授与式にはスペイン王太子が臨席しアルカラ・デ・エナーレス市長主催の下で厳粛に執り行なわれる。
1971年に落下傘教導大隊がムルシア州ハバリ・ヌエボのサンタ・バルバラ駐屯地で編成される。教導大隊の任務は旅団所属隊員に対する教育訓練を担当する。
1972年にスペイン領サハラ（西サハラ）をめぐる問題で緑の行進が発生し、第3落下傘バンデラが警備するハウサ哨所に対して攻撃がなされ、部隊から伍長1人の戦死者を出している。
1991年に第1落下傘バンデラはスペイン軍の他部隊と共にクルド人援助を目的としたA/K作戦に参加する。1993年には国際連合のボスニア・ヘルツェゴビナでの任務支援のために落下傘旅団を基幹とするAGTマドリードを編組し7ヶ月間の任務に就いている。1996年5月には「SPABRI II」を編組しボスニアに再び派遣され、一部は国連指揮下で和平履行部隊（IFOR）に合流しバルカン半島の平和・安定化に貢献している。
2000年にイタリア多国籍旅団の一部として第3落下傘バンデラと落下傘工兵隊は「KSPABAT II」と「KUING II」を編組しコソボに展開している。2001年9月から2002年3月まで第2落下傘バンデラと落下傘工兵隊がイタリア多国籍旅団の一部として「コソボKSPAGT VIグループ」を編組している。これ以降、落下傘旅団は常時、高水準待機部隊に指定されスペインの国益に資する作戦に投入される。

## 編制
- 旅団司令部および司令部大隊　在マドリード州
- 第1落下傘バンデラ「ロヘル・デ・フロル」　在マドリード州アルカラ・デ・エナーレス
- 第2落下傘バンデラ「ロヘル・デ・ラウリア」　在マドリード州パラクエージョス・デ・ハラーマ
- 第3落下傘バンデラ「オルティス・デ・サラテ」　在ムルシア州ハバリ・ヌエボ
- 落下傘教導大隊（B.I.P）　在ムルシア州ハバリ・ヌエボ
- 落下傘通信中隊（CIATRANSPAC）
- 落下傘工兵隊（UZAPAC）
- 後方支援群
- 投下梱包群